# ديك ستون
ديك ستون (بالإنجليزية: Dick Stone)‏ هو لاعب كرة قاعدة أمريكي، ولد في 5 ديسمبر 1911 في أوكلاهوما سيتي في الولايات المتحدة، وتوفي في 18 فبراير 1980.

## وصلات خارجية
- ديك ستون على موقعبيزبول رفرنس.كوم (الدوري الرئيسي) (الإنجليزية)
- ديك ستون على موقع مشجعي الرسوم البيانية (الإنجليزية)